# Ulybka Boga, ili Tjisto odesskaja istorija
Ulybka Boga, ili Tjisto odesskaja istorija (russisk: Улыбка Бога, или Чисто одесская история, da.: Guds smil, eller en ren Odessa-historie) er en russisk komediefilm fra 2008 af instrueret af Vladimir Alenikov.
Filmen er baseret på bogen Rysjij gorod: Novye odesskie rasskazy af Odessa-forfatteren Georgij Golubenko 
Ifølge websitet filmz.ru havde filmen et budget på 8,5 millioner, men indtjente blot 40.000 og blev derved den næstmest urentable russiske film produceret i årene 2004-2014.

## Handling
En ældre Odessa-emigrant Philip Olsjanskij instruerer sit barnebarn Alen om at bringe en kat fra Odessa, som han selv forlod i 1980, til sin elskede, Anna Mikhailovna.
Efter at være ankommet til Odessa går Alen på udflugt til katakomberne, hvor han bliver overfaldet af bøller. Da han kommer ud af katakomberne igen opdager Alain, at han er i 1954. I fremtiden møder han den 19-årige Anna Mikhailovna såvel som sin egen bedstefar. Under en uventet oversvømmelse befinder Alain sig igen i katakomberne, hvorfra han kommer ud i 1983 og han begynder at lede efter katten, som bedstefaren forlod Anna Mikhailovna tre år tidligere. Myndighederne arresterer Alen, der beskyldes for parasitisme og for at være spion. Efter forskellige eventyr vender Alen tilbage til 2008, hvor han møder Anna Mikhailovnas barnebarn, Alena. De bliver straks forelsket i hinanden, og Alen glemmer, at han har en amerikansk kæreste i Chicago.

## Medvirkende i udvalg
- Ivan Zjidkov som Alen
- Marija Gorban
- Antonina Sutjagina som Pozjila Anna
- Armen Dzhigarkhanjan som Filipp Olshanskij
- Dmitrij Sergin